# Índice cefálico

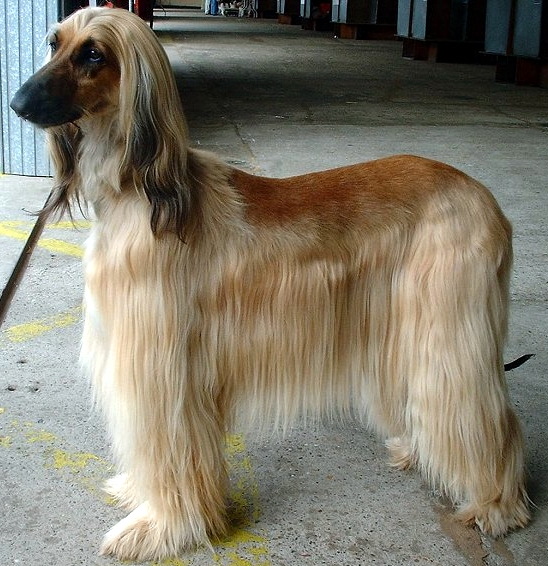
Sabueso afgano dolicocefálico.

En antropometría, el índice cefálico es la relación de la anchura máxima de la cabeza respecto a su longitud máxima, a veces multiplicada por 100 por comodidad. Fue definido por el profesor sueco de anatomía Anders Retzius (1796-1860) e inicialmente usado en antropología física para clasificar restos humanos antiguos encontrados en Europa. Es generalmente objeto de fuertes críticas dadas las implicaciones sociales que tiene asociar inteligencia con determinados grupos sociales y humanos. Los estudios de Franz Boas cuestionaron la utilidad del índice cefálico porque encontró que los rasgos craniofaciales son altamente maleables en una generación (es decir, pueden diferir grandemente entre padres/madres e hijos).
En 2002 un artículo de Sparks y Jantz volvió a evaluar algunos de los datos originales de Boas usando nuevas técnicas estadísticas y concluyó que había un "componente genético relativamente alto" en la forma de la cabeza.
En 2003, los antropólogos Clarence C. Gravlee, H. Russell Bernard, y William R. Leonard analizaron nuevamente los datos de Boas y concluyeron que la mayoría de los hallazgos originales de Boas eran correctos. Adicionalmente, aplicaron nuevos métodos estadísticos asistidos por computadoras a los datos de Boas y descubrieron mayor evidencia sobre la plasticidad craneal. En una publicación posterior, Gravlee, Bernard y Leonard revisaron los análisis de Sparks y Jantz y argumentan que estos últimos (Sparks y Jantz) tergiversaron las afirmaciones de Boas, y que los datos de Sparks y Jantz de hecho respaldan la investigación de Boas.
En adultos, el índice ya no se usa excepto para describir apariencias de individuos y no tiene correlación con el comportamiento. No obstante, a veces se sigue usando para estimar la edad de los fetos por razones legales y obstetriciales, en el caso donde las diferencias en las formas del cráneo entre poblaciones diferentes son aún de interés.

## Índices cefálicos
Los índices cefálicos son: 
- < 75% (hembra), < 65% (macho) : dolicocefálico.
- 75%-80% (hembra), 65%-75% (macho) : mesocefálico.
- > 80% (hembra), > 75% (macho) : braquicefálico.

Técnicamente los factores medidos están definidos como la anchura máxima de los huesos que rodean la cabeza, por encima de la cresta supramastoidea (detrás de los pómulos), y la máxima longitud desde la parte más fácilmente observable de la glabella (entre las cejas) al punto más fácilmente observable en la parte trasera de la cabeza.

## Animales braquicefálicos
La terminología también se aplica a animales, como perros y gatos. Los perros y gatos braquicefálicos (nariz chata) son muy sensibles a las altas temperaturas haciendo especialmente importante la elección de una superficie para dormir o una jaula para viajes.
Lista de perros braquicefálicos (nariz chata): 
- Bóxer
- Bulldog
- Bulldog Francés
- Pekinés
- Shih Tzu
- Shar Pei

Lista de gatos braquicefálicos (nariz chata): 
- Gato persa

## Animales dolicocefálicos
Lista de caninos dolicocefálicos:
- Lobo
- Coyote
- Bull Terrier
- Galgos como 
  - Sabueso afgano